# David Brown (Ruderer)
David „Dave“ Preston Brown (* 16. Mai 1928 in Walnut Creek, Kalifornien; † 14. August 2004 in Talent, Oregon) war ein Ruderer aus den Vereinigten Staaten.
Brown studierte an der University of California, Berkeley und gehörte dem Ruderteam der Universitäts-Sportmannschaft Golden Bears an. Bei den Olympischen Spielen 1948 vertrat der Achter der Golden Bears in der Aufstellung Ian Turner, David Turner, James Hardy, George Ahlgren, Lloyd Butler, David Brown, Justus Smith, John Stack und Steuermann Ralph Purchase die Vereinigten Staaten. Die US-Ruderer siegten in Vorlauf, Halbfinale und Finale; im Finale hatten sie über zehn Sekunden Vorsprung vor den zweitplatzierten Briten.  
Nach Abschluss seines Studiums in Berkeley und Stanford sowie an der medizinischen Hochschule in Palo Alto, die ab 1959 ebenfalls zu Stanford gehörte, war David Brown als Hausarzt und Notfallmediziner tätig.